# Ervín Urban
Ervín Urban (7. května 1931, Bučovice – 21. října 1997, Praha) byl český akademický malíř, ilustrátor a grafik.

## Život
Ervín Urban absolvoval v letech 1946–1950 Střední školu uměleckých řemesel v Brně. Poté v letech 1951–1953 vystudoval Vysokou školu výtvarných umění v Bratislavě pod vedením Vincenta Hložníka a pak v letech 1953–1956 Akademii výtvarných umění v Praze u profesora Vladimíra Silovského. Po studiích pracoval jako reklamní výtvarník a později jako grafik v televizi. Od roku 1973 byl výtvarníkem na volné noze. Ilustroval řadu knih pro dospělé i pro mládež.

## Z knižních ilustrací

### Česká literatura
- Jiří Černý: Obrázky z dějin zeměpisných objevů (1992).
- Bohumír Fiala: V Rasticově městě (1964).
- Jaroslav Foglar: Když duben přichází (1970).
- Desider Galský: Král Madagaskaru (1967).
- Desider Galský: Miliónové objevy (1988).
- Otto Janka: Jsem Sioux! (1990).
- Otto Janka: Melodie proti Siouxům (1982),
- Filip Jánský: Pevnost v poušti (1982).
- Marie Kubátová: Lékárna U tří koček (1977).
- František Langer: Pes druhé roty (1992).
- Jaroslav Moravec: Čtení z kamení (1974).
- Alexej Pludek: Rytířská jízda Jana z Michalovic (1987).
- Vladimír Šustr: Zloději slonů (1971).
- Václav Beneš Třebízský: Bludné duše (1969).

### Světová literatura
- James Aldridge: Spor o poníka (1976).
- Joseph Altsheler: Strážci pralesa (1979)
- Hester Burtonová: Bez doprovodu bubnů (1979)
- Cécile Aubryová: Bella a Sebastián: Útulek na Velkém Baou (1970).
- Cécile Aubryová: Bella a Sebastián. Tajný dokument (1971).
- Johan Fabricius: Klukovská hra (1984).
- James Oliver Curwood: Král šedých medvědů (1983).
- Arkady Fiedler: Bílý jaguár (1981).
- Pierre Gamarra: Dvanáct tun diamantu (1982).
- Jack London: Martin Eden (1987).
- Karel May: Old Surehand (1992).
- Walt Morey: Divoké vody (1974).
- Napříč nekonečnem (1963).
- Frank Norris: Chobotnice (1980).
- Herbert George Wells: Lidé jako bozi (1964).